# Les Côtelettes (film)
Pour les articles homonymes, voir Les Côtelettes.
Pour plus de détails, voir Fiche technique et Distribution.
Les Côtelettes est un film français de Bertrand Blier, sorti en 2003 d'après sa pièce du même nom créée en 1997.

## Synopsis
Un homme âgé débarque un soir chez Léonce, son fils et sa nouvelle compagne, et annonce qu'il vient « pour [le] faire chier ». Il questionne en particulier Léonce sur ses relations avec Nacifa, sa femme de ménage, dont il révèle qu'elle vient également chez lui, et qu'elle a bouleversé sa vie. Ils parlent de leur rapport aux femmes, à cette femme en particulier, au trouble, à la féminité...

## Fiche technique
- Titre : Les Côtelettes
- Réalisation : Bertrand Blier
- Scénario : Bertrand Blier d'après sa pièce de théâtre Les Côtelettes
- Musique : Hugues Le Bars
- Costumes : Christian Gasc
- Photographie : François Catonné
- Production : Luc Besson pour EuropaCorp ; René Cleitman pour Hachette Première
  - Coproduction : TF1 Films Production et Plateau A (Bertrand Blier)
- Société de distribution : EuropaCorp Distribution
- Genre : comédie dramatique
- Durée : 86 minutes
- Dates de sortie :
  - France : 24 mai 2003 (première, festival de Cannes) ; 28 mai 2003 (sortie nationale)
  - Belgique : 4 juin 2003
  - Québec : 30 juin 2004

## Distribution
- Philippe Noiret : Léonce
- Michel Bouquet : le Vieux
- Farida Rahouadj : Nacifa
- Jérôme Hardelay : Xavier
- Hammou Graïa : le mari de Nacifa
- Catherine Hiegel : la Mort
- Axelle Abbadie : Bénédicte
- Anne Suarez : Agathe
- Luc Palun et Jean-Jérôme Esposito : les infirmiers
- Franck de Lapersonne : le toubib

## Musiques additionnelles
Sauf indication contraire ou complémentaire, les informations mentionnées dans cette section proviennent du générique de fin de l'œuvre audiovisuelle présentée ici.
- Lélio ou le Retour à la vie, op. 14B - Harpe éolienne / souvenirs - Hector Berlioz
- A la chapelle Sixtine - Franz Liszt
- Les Clowns - Dimitri Kabalevski
- Possession - Guem
- L'intégrale de la musique sacrée - Kyrie (1810) - Gioachino Rossini
- Pelléas et Mélisande, op. 46 - Jean Sibelius

## Lieux de tournage
Sauf indication contraire ou complémentaire, les informations mentionnées dans cette section proviennent du générique de fin de l'œuvre audiovisuelle présentée ici.
- Île-de-France :
  - Paris : 9e arrondissement
  - Yvelines : Le Vésinet (Hôpital du Vésinet) et Saint-Germain-en-Laye (Hôpital de Saint-Germain-en-Laye)
- Gard : Beaucaire (NB : selon les dialogues du film, la villa est censée se situer dans le Luberon).

## Commentaire
Le réalisateur renoue avec le surréalisme avec l'apparition du personnage allégorique et inquiétant, La Mort étant habituellement représentée avec toge noire et faux mais cette fois différemment amenée grâce au jeu de Catherine Hiegel. Blier joue de cette apparition et se permet même de donner des répliques sur ce personnage de Faucheuse qui se plaint subitement de son sort et du rôle que le destin lui fait tenir.